# Torrazzo gonzaghesco di Commessaggio
Il torrazzo gonzaghesco è un edificio storico di Commessaggio, in provincia di Mantova.

## Storia e descrizione
Venne edificato interamente in mattoni dal duca di Sabbioneta Vespasiano Gonzaga nel 1583, come testimonia la lapide posta sulla facciata:

ponte riaprì la
strada interrotta.
Nell'anno del Signore
1583»
Fu utilizzato come torre per riscuotere i dazi e come alloggio dei militari di guardia. L'interno dell'edificio è disposto su tre piani e forse l'ultimo serviva al duca stesso quando soggiornava a Commessaggio. Nel sottotetto si aprono le caditoie che permettevano di versare oggetti e olio bollente sugli assedianti.
L’interno si sviluppa in tre livelli principali, intervallati da due ammezzati, collegati da una scala a chiocciola di marmo composta da 123 gradini monolitici.
Tutte le pareti sono intonacate, come pure i soffitti, pregevoli nella configurazione architettonica anche se privi di tracce di affreschi.
La presenza di una base a scarpa, di merli di coronamento, di caditoie, suggeriscono l’idea di forme neomedievali a confermare che, nella seconda metà del Cinquecento e nella prima metà del Seicento, i signori di queste terre si tuffarono in un’avventura ambiziosa, di forte segno egemonico e culturale, una sorta di frenesia progettuale e costruttiva che ebbe come obiettivo il dare veste e dignità estetica a un dominio che voleva essere di tipo signorile, ma che in realtà aveva caratteristiche neofeudali.
In cima a quella torre, Vespasiano avrebbe potuto osservare la volta celeste: egli infatti possedeva un astrolabio donatogli dall’imperatore Rodolfo e opere di Manilio, Tolomeo e addirittura Copernico.
La funzione di osservatorio astronomico del Torrazzo è stata recentemente recuperata, grazie ai cannocchiali collocati nel sottotetto e all’impianto multimediale montato al suo interno che lo rendono un luogo di illusione, virtualità e teatralità, proprio come sarebbe piaciuto al fondatore di Sabbioneta.